# بیست و یکمین مراسم گلدن گلوب
۲۱مین مراسم گلدن گلوب برای ارج نهادن به بهترین فیلم و شوی تلویزیونی سال ۱۹۶۳ در تاریخ ۱۱ مارس سال ۱۹۶۴ برگزار شد
سیدنی پوآتیه اولین سیاه‌پوستی است که موفق به دریافت گلدن گلب می‌شود وی اصالتی باهامایی دارد.
جان هیوستون تنها شخصی تا سال ۱۹۶۴ بود که توانسته یک بار برنده بهترین کارگردانی و یک بار برنده بهترین بازیگر مکمل مرد شود. الیا کازان چهارمین بار برنده بهترین کارگردانی گلدن گلب می‌شود. شرلی مک‌لین دومین بار است که برنده گوی زرین می‌شود

## برندگان و نامزدها

### فیلم سینمایی

#### جایزه گلدن گلوب بهترین فیلم – درام
کاردینال
- آمریکا، آمریکا
- کاپیتان نیومن ام.دی.
- The Caretakers
- کلئوپاترا
- فرار بزرگ
- هاد
- زنبق‌های مزرعه

#### جایزه گلدن گلوب بهترین فیلم – موزیکال یا کمدی
تام جونز
- ایرما خوشگله
- زیر درخت یوم یوم
- Bye Bye Birdie
- دنیای دیوانه، دیوانه، دیوانه، دیوانه
- A Ticklish Affair

#### جایزه گلدن گلوب بهترین بازیگر مرد – فیلم درام
سیدنی پوآتیه - زنبق‌های مزرعه
- مارلون براندو - آمریکایی زشت
- ستاتیس گیاللز - آمریکا، آمریکا
- رکس هریسون - کلئوپاترا
- استیو مک‌کوئین - عشق با بیگانه کامل
- پل نیومن - هاد
- گریگوری پک - کاپیتان نیومن ام.دی.
- تام ترایون - کاردینال

#### جایزه گلدن گلوب بهترین بازیگر زن – فیلم درام
لزلی کارون - اتاق ال شکل
- پالی برگن - The Caretakers
- جرالدین پیج - Toys in the Attic
- ریچل رابرتس - این زندگی ورزشی
- رومی اشنایدر - کاردینال
- آلیدا والی - مرد کاغذی
- مارینا ولادی - تخت زفاف
- ناتالی وود - عشق با بیگانه کامل

#### جایزه گلدن گلوب بهترین بازیگر مرد – فیلم موزیکال یا کمدی
آلبرتو سوردی - خوابیدن یا نخوابیدن
- آلبرت فینی - تام جونز
- جیمز گارنر - نمایندگی ویلر
- کری گرانت - معما
- جک لمون - ایرما خوشگله
- جک لمون - زیر درخت یوم یوم
- فرانک سیناترا - Come Blow Your Horn
- تری توماس - The Mouse on the Moon
- جاناتان وینترز - دنیای دیوانه، دیوانه، دیوانه، دیوانه

#### جایزه گلدن گلوب بهترین بازیگر زن – فیلم موزیکال یا کمدی
شرلی مک‌لین - ایرما خوشگله
- آن مارگرت - Bye Bye Birdie
- دوریس دی - Move Over, Darling
- آدری هپبورن - معما
- هیلی میلز - Summer Magic
- مالی پیکون - Come Blow Your Horn
- جیل سنت جان - Come Blow Your Horn
- جوآن وودوارد - نوع جدید عشق

#### جایزه گلدن گلوب بهترین بازیگر نقش مکمل مرد
جان هیوستون - کاردینال
- لی جی. کاب - Come Blow Your Horn
- بابی دارین - کاپیتان نیومن ام.دی.
- ملوین داگلاس - هاد
- هیو گریفیث - تام جونز
- پال مان - آمریکا، آمریکا
- رادی مک‌داول - کلئوپاترا
- Gregory Rozakis - آمریکا، آمریکا

#### جایزه گلدن گلوب بهترین بازیگر نقش مکمل زن
مارگارت رادرفورد - آدم‌های خیلی مهم
- دایان بیکر - جایزه
- جوآن گرینوود - تام جونز
- وندی هیلر - Toys in the Attic
- Linda Marsh - آمریکا، آمریکا
- پاتریشا نیل - هاد
- لیزلوته پولفر - یک رابطه همه‌جانبه
- لیلیا اسکالا - زنبق‌های مزرعه

#### جایزه گلدن گلوب بهترین کارگردانی
الیا کازان - آمریکا، آمریکا
- هال بارتلت - The Caretakers
- جرج انگلند - آمریکایی زشت
- جوزف ال. منکیه‌ویچ - کلئوپاترا
- اتو پرمینگر - کاردینال
- تونی ریچاردسون - تام جونز
- مارتین ریت - هاد
- رابرت وایز - در چنگ ارواح

### مجموعه تلویزیونی

#### جایزه گلدن گلوب بهترین مجموعه تلویزیونی – درام
The Richard Boone Show
- بونانزا
- The Defenders
- The Eleventh Hour
- Rawhide

#### جایزه گلدن گلوب بهترین مجموعه تلویزیونی – موزیکال یا کمدی
نمایش دیک ون دایک
- The Beverly Hillbillies
- The Bob Hope Show
- The Jack Benny Show
- The Red Skelton Show

#### Best Series - Variety
The Danny Kaye Show
- The Andy Williams Show
- The Garry Moore Show
- The Judy Garland Show
- The Tonight Show

#### جایزه گلدن گلوب بهترین بازیگر مرد – مجموعه تلویزیونی موزیکال یا کمدی
میکی رونی - Mickey
- ریچارد بون - The Richard Boone Show
- جکی گلیسون - Jackie Gleason: American Scene Magazine
- لورن گرین - بونانزا
- ای.جی. مارشال - The Defenders

#### جایزه گلدن گلوب بهترین بازیگر زن – مجموعه تلویزیونی موزیکال یا کمدی
اینگر استیونس - The Farmer's Daughter
- شرلی بوت - Hazel
- کارولین جونز - Burke's Law
- Dorothy Loudon - The Garry Moore Show
- گلوریا سوانسون - Burke's Law